# Parafia św. Apostołów Piotra i Pawła w Kamionce
Parafia Świętych Apostołów Piotra i Pawła w Kamionce – parafia rzymskokatolicka w Kamionce, należąca do archidiecezji lubelskiej i Dekanatu Michów. Została erygowana w XV wieku. Mieści się przy ulicy Kościelnej. Parafię prowadzą księża diecezjalni.